# 白磁鳳首瓶
白磁鳳首瓶（はくじほうしゅへい）は、東京国立博物館所蔵の水瓶で、中国唐時代7世紀の作品である。重要文化財で、英文表記はPhoenix-Head Ewer、あるいはWhite porcelain ewer with phoenix head。

## 特徴

### 形状・構造
寸法は、総高28.1センチメートル、口径15.0センチメートルである。
本体は短い頸の下に下膨れの銅があり、頸には鳳の首をかたどった蓋を冠している。蓋の眼にあたる部分には鉄絵具で瞳が入れてある。蓋の下部分は鳳の顔を膨らませた形状で安定させるようになっている。蓋の下部にある突起により本体の口縁上に固定されるが、突起は口頸部内径よりかなり細く、栓の機能は果たしていない。胴体口縁のとがらせた部分が注ぎ口になっている。胴の上部には、二重の紐を合わせたような把手が付いており、胴の下には台座がついている。

### 材質
素地はきめのこまかい白土で、外面全体に淡い黄白色の透明釉がかかっている。釉面は蓋と胴に部分的にみられるが、あとは風化によると考えられる剥落や変色がある。

## 来歴

### 製作地および製作年代
7世紀に唐で製作されたと考えられている。

### 所在地の変遷
白磁鳳首瓶は、実業家横河民輔の収集品であった。大正から昭和にかけて収集されたコレクションには、唐三彩や磁州窯の名品が多く含まれていた。1932年9月16日に横河は中国古陶磁約600点を東京国立博物館に寄贈し、その後1943年までに計7回寄贈を続けた。さらにその後も横河は、名品が出ると購入し博物館へ寄贈を続け、コレクションの充実を楽しみにしていた。東京国立博物館の東洋陶磁は、横河民輔コレクションが中核をなし、その寄贈を受けてはじめて陳列体系が整ったともいえる。